# Ludwig Zimmerer
Ludwig Zimmerer (* 1924 in Augsburg; † 18. September 1987 in Krakau) war ein deutscher Journalist, Korrespondent in Polen, Übersetzer und Kunstsammler.

## Leben
Im Jahre 1956 ließ sich Zimmerer als erster Journalist aus der Bundesrepublik Deutschland in Polen nieder. Bis 1961 schrieb er für die Tageszeitung Die Welt, danach berichtete er als Hörfunkkorrespondent für den Norddeutschen Rundfunk.
Kurz nach der Ankunft in Warschau lernte Zimmerer Joanna Olczak, eine Schriftstellerin und Mitbegründerin des Krakauer Kabaretts Piwnica pod Baranami, kennen. Nach der Scheidung 1957 von seiner ersten, in Deutschland gebliebenen Ehefrau, heiratete Zimmerer 1959 Joanna und wurde 1961 Vater der zukünftigen Journalistin und Übersetzerin Katarzyna Zimmerer. 1965 bezog Zimmerer mit seiner Familie ein Reihenhaus im Warschauer Stadtteil Saska Kępa. 1968 zerfiel die Familie, Joanna zog mit der Tochter nach Krakau, Ludwig blieb in Warschau.
Neben seiner journalistischen Tätigkeit übersetzte Zimmerer fast alle Theaterstücke von Sławomir Mrożek. Er begann, polnische Volkskunst zu sammeln. Seine Sammlung, die nach und nach auf etwa fünftausend Exponaten gewachsen war, überschrieb er dem Museum für Völkerkunde in Warschau.
Zimmerer lernte die Journalistin Joanna Szczęsna kennen, die Herausgeberin des KOR-Informationsbulletins. Weil sie 1977 als Redakteurin beim staatlichen Radio entlassen wurde, beschäftigte Ludwig Zimmerer sie in seiner Sammlung der polnischen Volkskunst.
Ludwig Zimmerer blieb bis zu seinem Lebensende als längstgedienter westdeutscher Korrespondent in Polen. 1981 heiratete er zum dritten Mal. Nach einem Schlaganfall zog er 1982 nach Krakau, wo er 1987 starb.

## Auszeichnung
Ludwig Zimmerer wurde 2013 postum vom polnischen Staatspräsidenten Bronisław Komorowski mit dem Komturkreuz des Ordens Polonia Restituta ausgezeichnet.